# スイスチーズモデル

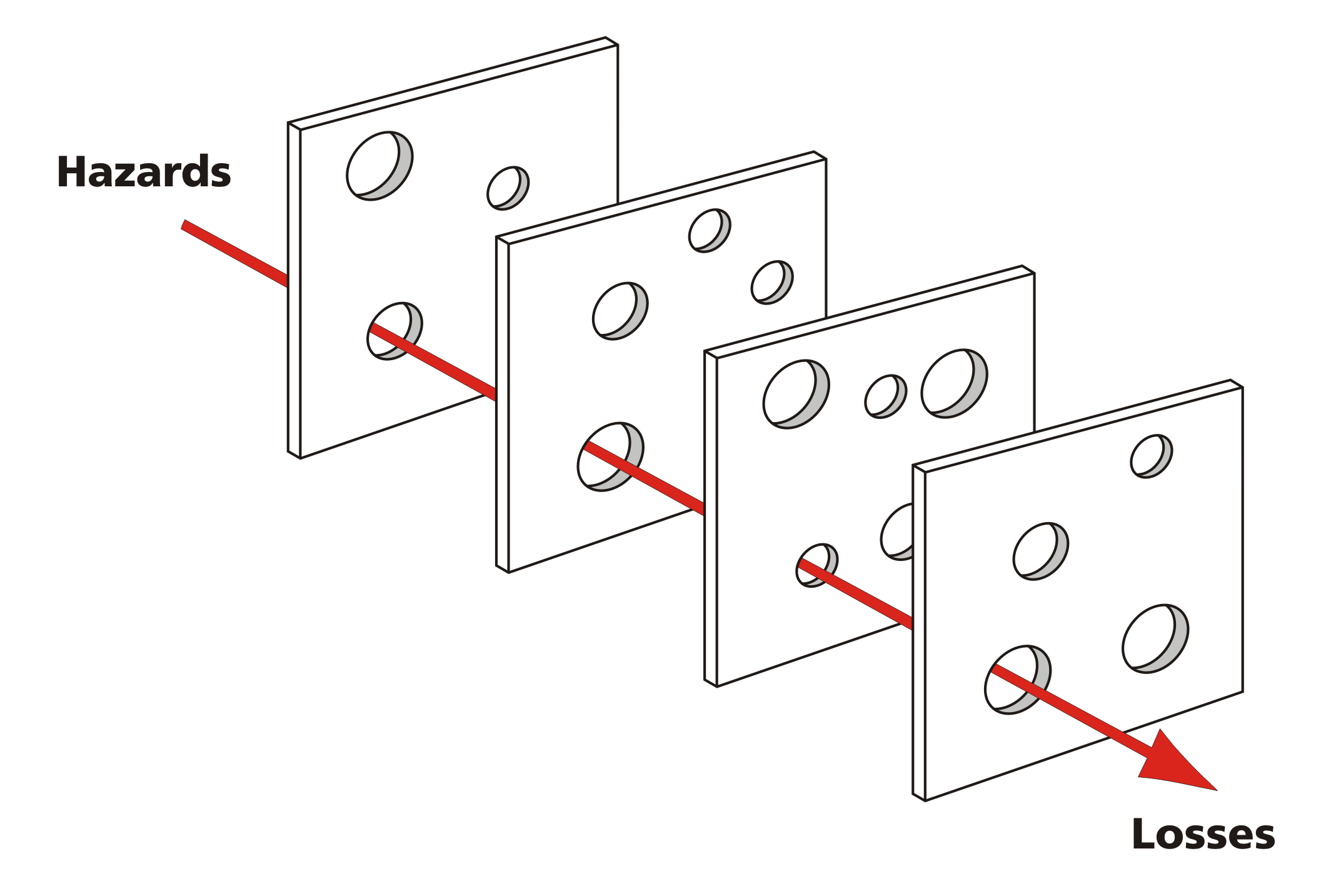
スイスチーズモデルの図解

スイスチーズモデル（英: Swiss cheese model）は、マンチェスター大学のジェームズ・リーズンが提唱したリスクマネジメントおよびリスク分析のモデル。航空や船舶といった交通の安全、エンジニアリングや医療現場の安全に加え、ITセキュリティにおける多層防御に応用されている。
失敗や欠陥といった問題点をスイスチーズの穴に見立てる一方、不完全な安全対策を穴の大きさや位置が異なるスイスチーズのスライスに見立て、複数のスライスを重ねることで穴を塞ぐ。すなわち、リスク対策を冗長化することによって安全を確保しようとする考え方である。

## 顕在的問題と潜在的問題

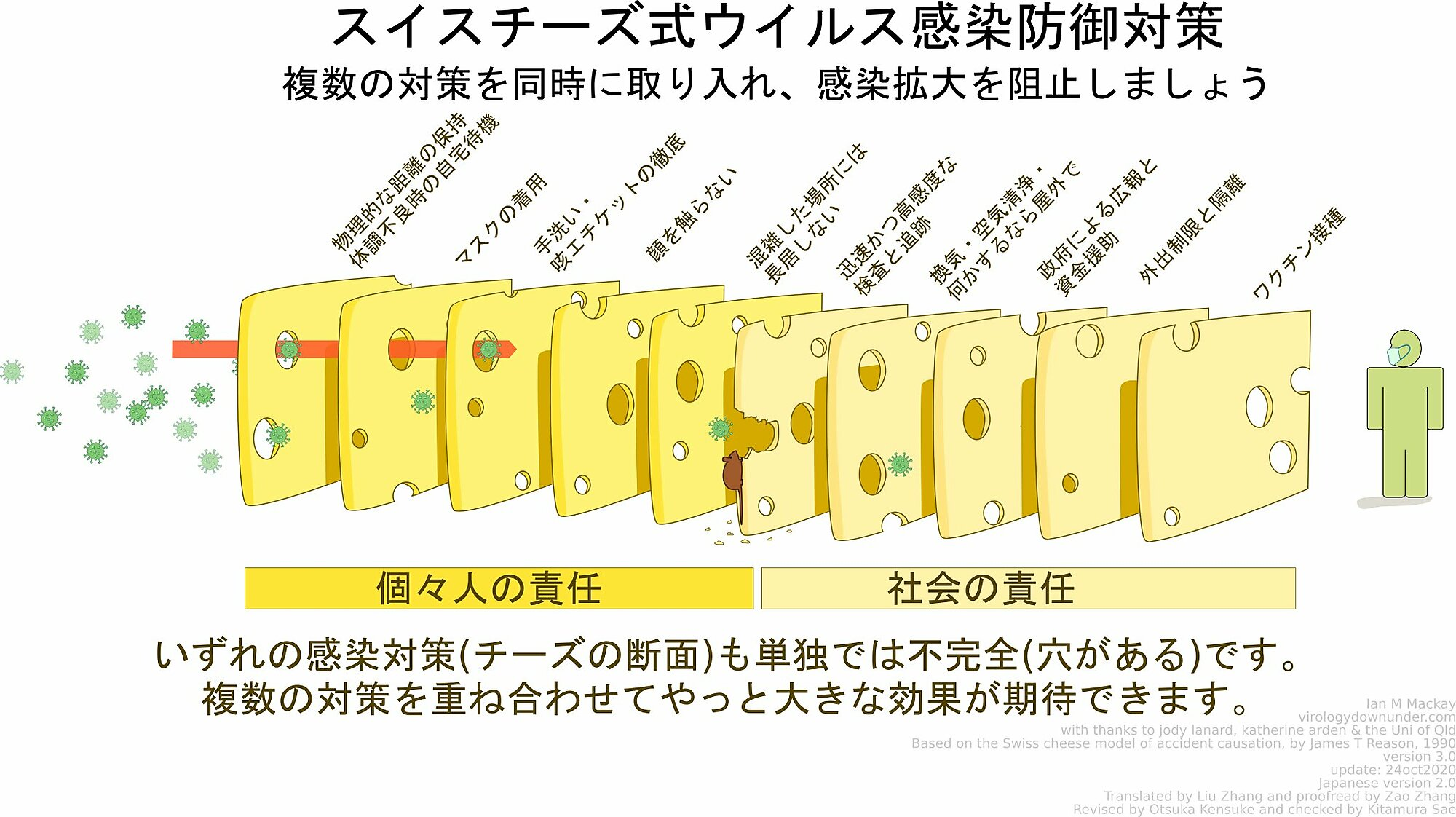
感染症の流行抑止におけるスイスチーズモデル

リーズンは、スリーマイル島原子力発電所事故、ボパール化学工場事故、チャレンジャー号爆発事故、キングス・クロス火災、チェルノブイリ原子力発電所事故などの事故報告を調査し、顕在的問題と潜在的問題の区別を提案した。
リーズンは、多くの事故は構造、監視、前提条件、具体的な行動のうち少なくとも1つに問題があると言う仮説を出した。
例えば、悪天候と知っていながら夜間飛行の経験が不十分なパイロットを配置することは「監視」、緊縮財政時に訓練予算を削減することは「構造」、疲労した乗員は「前提条件」に問題がある。

## 個人的問題と構造的問題
リーズンは、個人的問題と構造的問題（システムの欠陥）の区別を提案した。
スイスチーズモデルの個人的問題は責任論を題したものではないが、個人責任の追及は原因究明の足かせになるため、個人的問題は再発防止に注ぐべきとする意見にしばしば引用される。

## 関連用語
- ドミノモデル - 失敗の連鎖モデル
- リスクアセスメント
- HFACS - スイスチーズモデルを適用
- SHELLモデル - SHELLモデル自体はコンテキスト解析だが、対策としてスイスチーズモデルを適用することも多い
- 防護層解析 - スイスチーズモデル適用
- バリア分析 - スイスチーズモデル適用 (バリア分析(行動改善)と関係ない)
- HEPM（英語版） (Healthcare error proliferation model) - 医療系にスイスチーズモデル適用したモデル